# Summer '68
Summer '68 is een nummer van Pink Floyd. Het is afkomstig van hun album Atom Heart Mother uit 1970.
Het nummer is de bijdrage van toetsenist Rick Wright aan de B-kant van het album. Het gaat over een vluchtige en vermoeiende liefdesverhouding (waarschijnlijk een kwestie met een groupie) in de zomer van 1968 ("We say goodbye before we said hello"). De liefdesnacht eindigt in een zware teleurstelling in een warme kamer van 35° Celsius ("I felt the cold too soon in a room of 95" (Fahrenheit)). Hij was liever bij zijn vrienden gebleven ("My friends are lying in the sun, I wish that I was there").
Het nummer bestaat uit een drietal coupletten die onderbroken en afgesloten worden door een blaasorkest. Technicus Alan Parsons zat bij de opnamen achter de knoppen en heeft de wijze van orkestratie "meegenomen" naar zijn latere albums. De zangstem van Wright lijkt op de zangstemmen die Parsons later gebruikte. De zang in het nummer is soms Beach Boys-achtig. 
Summer '68 kwam ook uit als B-kant van de in Japan uitgebrachte single Julia Dream.

## Musici
- Rick Wright – zang, toetsinstrumenten
- Roger Waters – basgitaar
- David Gilmour – gitaren, zang
- Nick Mason – slagwerk
- Abbey Road Session Pops Orchestra – koperblazers

De volgende zomer werd bezongen door Bryan Adams.